# Fundația „Alexandru și Aristia Aman”
Fundația „Alexandru și Aristia Aman” a fost o fundație din Regatul României care a gestionat în perioada 1908-1949 o bibliotecă, un muzeu și o pinacotecă în Craiova, cu acces gratuit. A fost înființată prin donațiile făcute de negustorul Alexandru Aman și soția sa, Aristia Aman și s-a dezvoltat ulterior sub patronajul primăriei din Craiova, fiind desființată de regimul comunist din România. 
Fondul său de carte, obiecte de artă și piese de mobilier a revenit, ulterior, Bibliotecii Județeane „Alexandru și Aristia Aman” Dolj, Muzeului Olteniei și Muzeului de Artă aflat în Palatul Jean Mihail.

## Familia Aman

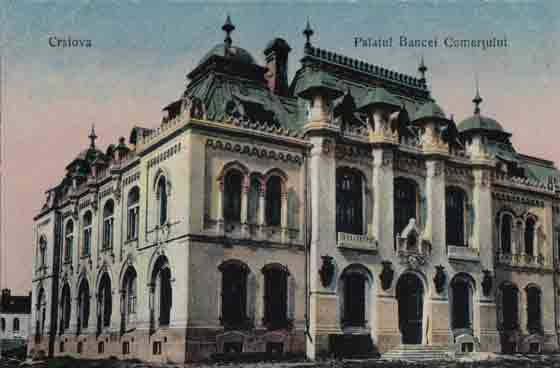
Primăria Craiovei a fost instituită ca legatară universală a averii lui Alexandru Aman.

Familia Aman, stabilită la Craiova la sfârșitul secolului al XVIII-lea, s-a remarcat prin activitatea desfășurată de negustorul Dimitrie Aman (serdar în 1818) și prin înrudirea, prin căsătorii, cu vechi neamuri boierești: Poenaru, Racoviță, Urdăreanu, Murgășianu.
Alexandru Aman, prin testamentul său din 14 noiembrie 1884, a donat colecția sa personală de cărți, opere de artă și piese de mobilier pentru a se înființa o bibliotecă cu program zilnic și un muzeu deschis publicului de două ori pe săptămână. La rândul său, soția lui, Aristia, a confirmat această dorință prin propriul testament din 14 mai 1901, instituind ca legatară universală a averii Primăria Craiovei, care se obliga prin aceasta să întrețină o bibliotecă și un muzeu.

## Istoric

### În Regatul României
| Imagine indisponibilă             |  | Imagine indisponibilă                  |
| Aristia, soția lui Alexandru Aman |  | Grigorie Lăceanu, tatăl Aristiei Aman. |

După înființarea instituției respective, prima denumire oficială a fost „Muzeul, Biblioteca și Pinacoteca Alexandru Aman și soția sa Aristia Aman, născută Grigorie Lăceanu”.
În acest context, Primăria Craiovei l-a însărcinat pe Toma Herescu (primul director al Școlii „Petrache Trișcu” din Craiova) să se ocupe de Fundație. Acesta a deținut funcția de intendent, apoi a fost numit director al Fundației în 1905. În acea perioadă, personalul Fundației era format din: director, intendent, doi servitori și un gardian.
În 1905 Primăria Craiovei donează Fundației 16 tablouri, broșuri cu Anuarul Baroului, Monografia Spitalului Preda și două tablouri de Thedor Aman și de Nicolae Grigorescu. Din 1906, clădirea intră în renovare pentru a putea deveni o instituție culturală funcțională. Totodată, se continuă dezvoltarea colecțiilor bibliotecii și muzeului prin achiziții și donații. În 1907 este numit director Theodor Popescu, profesor de limba română la Liceul „Carol I” din Craiova.
Pe 21 decembrie 1908 se inaugurează Fundația „Alexandru și Aristia Aman” în prezența ministrului Instrucțiunii Publice din acea perioadă, Spiru Haret, precum și a primarului Craiovei, C.M. Ciocazan, și a primilor bibliotecari angajați la Fundație, J. Cuțana și Th. Defleury.

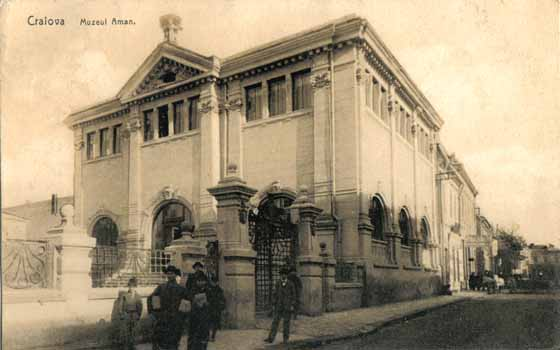
Muzeul Aman în 1911.

Începând cu 1 februarie 1911, este numit director profesorul de istorie Ștefan Ciuceanu (1875-19036). El a înființat secțiile de istorie și etnografie la Fundație și a pus bazele Muzeului Olteniei în 1915. Sub conducerea sa, Fundația a continuat să se dezvolte prin donații de cărți și obiecte de artă, astfel că ajunge la un număr de 3000 de volume în bibliotecă, iar pinacoteca cuprinde tablouri de Grigorescu, Aman, Mirea și copii după capodoperele Renașterii italiene. În 1912, Ștefan Ciuceanu propune mărirea localului printr-o nouă construcție, formată din parter și un etaj, precum și angajarea unui personal format exclusiv din bibliotecari și custozi cu pregătire în acest sens, după modelul marilor muzee din Franța. Colecțiile continuă să crească, iar spațiul devine tot mai neîncăpător. Pe 1 iunie 1914, Ștefan Ciuceanu este înlocuit cu Theodor Popescu, cel care fusese director și înaintea sa.
În anul 1916, activitatea Fundației a fost restrânsă din cauza Primului Război Mondial, iar din a doua jumătate a anului a încetat, până în octombrie 1917. Theodor Popescu a demisionat pe 1 septembrie 1921, iar pe 10 septembrie a fost numită directoare Elena Farago. În 1940, ea a solicitat Primăriei Craiovei postul de director cu titlu onorific al Fundației și i s-a aprobat demisia depusă în acest sens.

### Desființarea fundației
Fundația „Alexandru și Aristia Aman” a fost desființată în 1949 de regimul comunist din România. Cărțile au rămas în aceeași clădire, care a devenit ulterior parte din Biblioteca Județeană „Alexandru și Aristia Aman” Dolj, obiectele de muzeu au fost preluate de Muzeul Olteniei, iar tablourile de Muzeul de Artă, înființat în 1954 în Palatul Jean Mihail.